# مینارد ازیاشی
مینارد ازیاشی (انگلیسی: Maynard Eziashi؛ زادهٔ ۱۹۶۵) هنرپیشه اهل بریتانیا است.
از فیلم‌ها یا برنامه‌های تلویزیونی که وی در آن نقش داشته‌است می‌توان به ایس ونچورا: هنگامی که طبیعت فرا می‌خواند، مردی خوب در آفریقا، آقای جانسون و شمشیر شجاعت اشاره کرد. وی در سال ۱۹۹۱ خرس نقره‌ای برای بهترین بازیگر مرد شده‌است.